# Vèl·lia Spurinna
Vèl·lia Spurinna o Velcha és una dona etrusca, originària de Tarquínia, que probablement va viure cap a finals del segle iv aC.
Neboda de Velthur el Gran, que havia manat dos exèrcits contra Siracusa, i de Ravnthu Thefrinai, era germana d'Avle, l'heroi de Tarquínia que va enfrontar i guanyar a Roma. Pertanyia a la família Spurinna i es va casar amb Arnth Velcha, que pertanyia a una família aristocràtica de magistrats d'alt rang, ja que tenien dret a ser escortats per lictors, que portaven un feix de barres i la doble destral que, primer a Tarquínia i després a Roma, van ser el símbol més gran del poder.
Coneixem l'aspecte del Velcha ja que va ser pintada a les parets de la seva gran tomba, la Tomba dels Escuts (en italià, Tomba degli Scudi), que va prendre el nom de les armes que es representen en un dels seus frescos. Entre d'altres, també apareixen els parents d'Arnth qui, estirat al llit de convidats davant d'una taula preparada, intercanvia l'ou de la fertilitat eterna mentre una jove minyona sosté un ventall de fulles i plomes per sobre d'ell. Arnth i el seu germà Vel, embolicats amb els seus abrics, es mostren de peu a prop d'una porta.

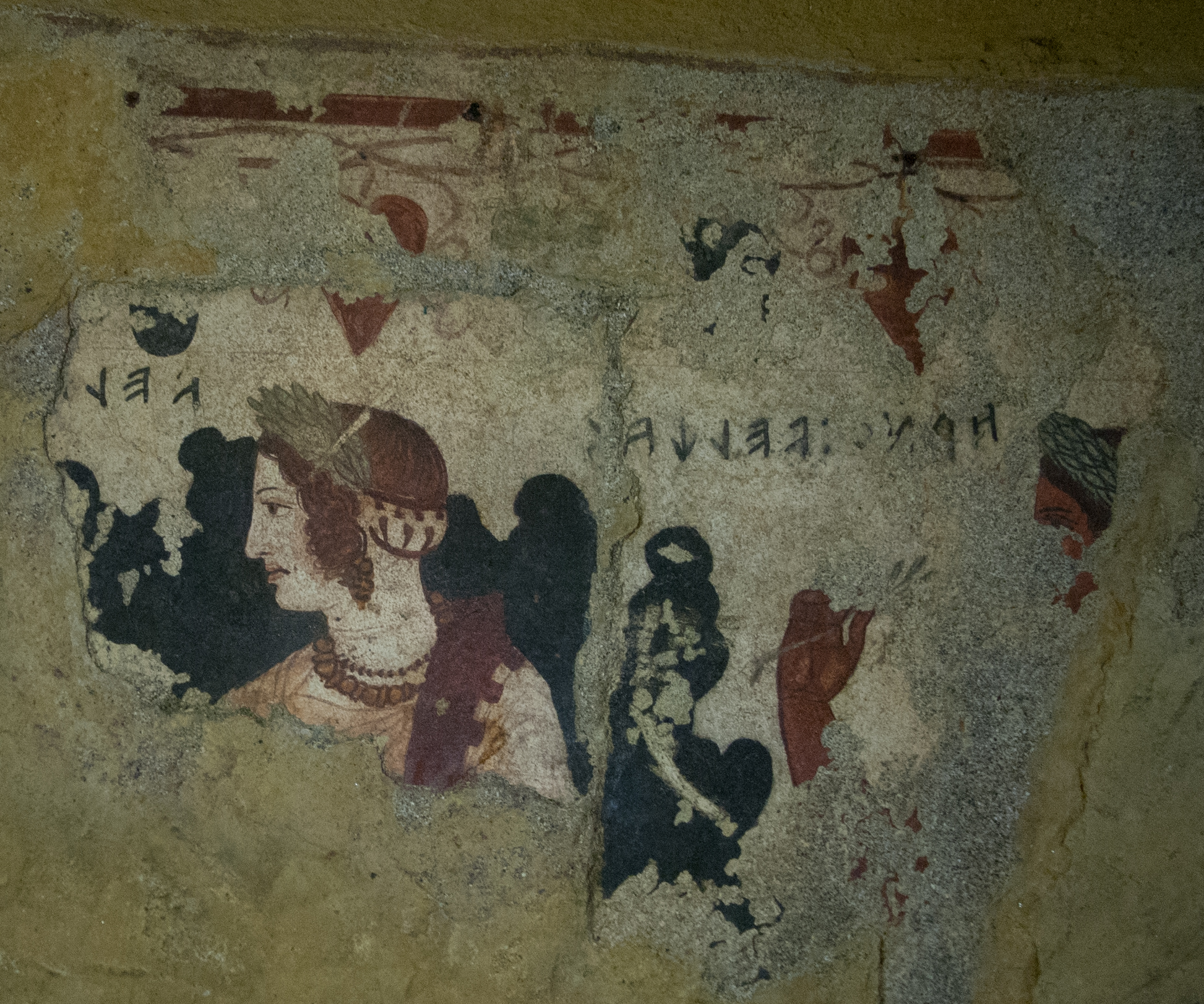
Vèl·lia i l'ogre. Tomba de l'Ogre I
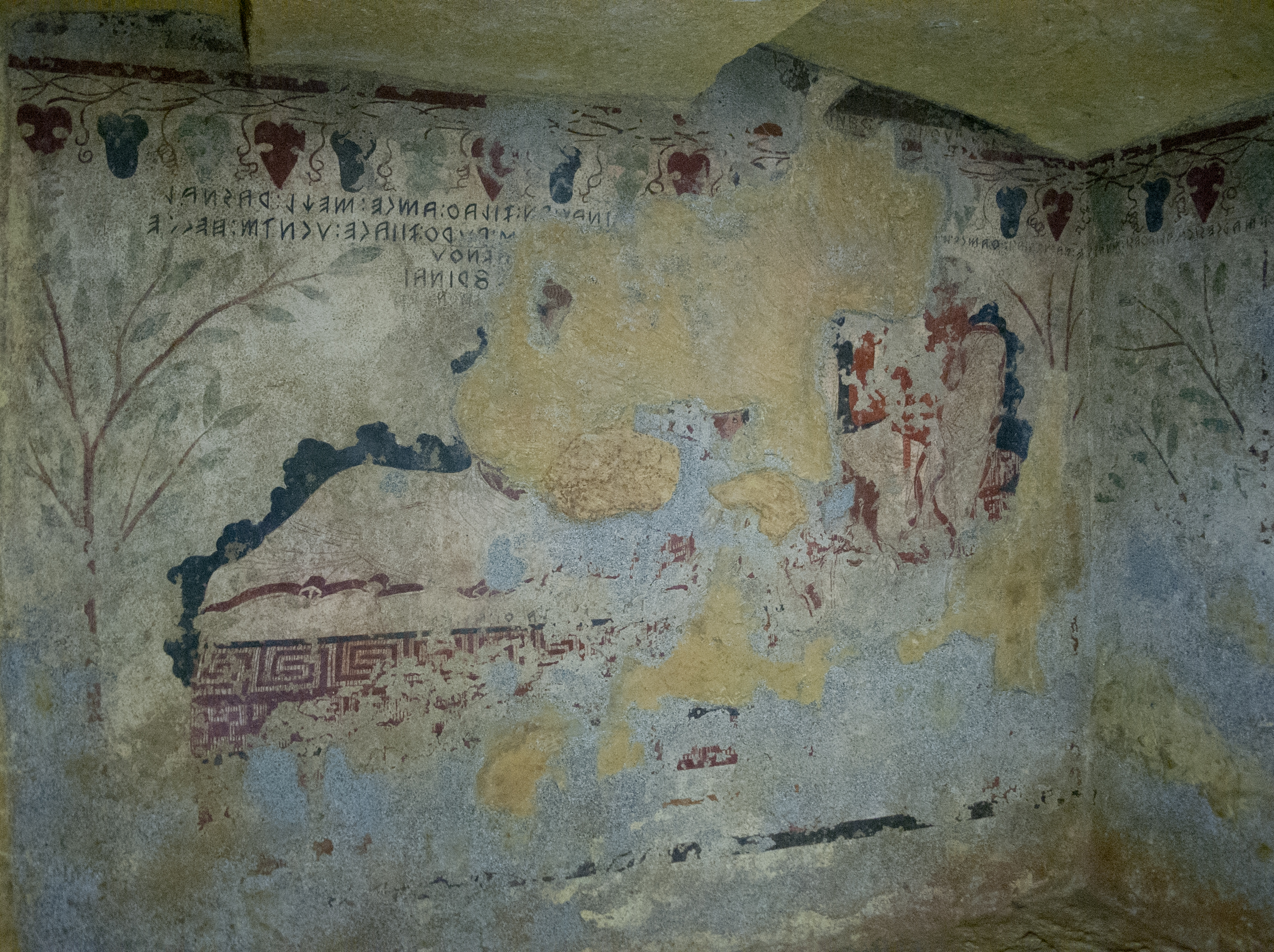
Escena del banquet. Inscripció: an zilaθ amce meχl rasnal (fou pretor del territori etrusc). Tomba de l'Ogre I

Vél·lia, en casar-se, va prendre el nom de Velcha, d'aquí el seu nom de Vèl·lia, que és una de les seves transcripcions. Tanmateix, està representada a la tomba de la família Spurinna, coneguda com la Tomba de l'Ogre (en italià: Tomba dell'Orco), perquè, darrere de la jove, hi ha una criatura infernal i monstruosa, Charun, el psicopomp o guia de les ànimes entre els etruscs.